# Chelmico
chelmico（チェルミコ）は、RachelとMamiko（鈴木真海子）からなる日本の2人組女性ラップグループ。

## 来歴
2013年に、RachelとMamikoが共通の友人を介して西日暮里のマクドナルドで出会い、モデルとして撮影した際に、ともにRIP SLYMEのファンということから仲良くなる。
2014年、ミスiDに選ばれたRachelがギャグで「ラッパーになりたい」と言ったのを聞いていた実行委員長の小林司に勧められて出演した「シブカル祭。」の際に友人のMamikoを誘い、結成。Rachelがもともと友人だったラッパーのGOMESSにリリックを書いてもらってラップに初挑戦することになった。それをきっかけに、ライブなどに誘われ始める。
2015年、ヒイラギペイジのビートによるオリジナル楽曲「ラビリンス'97」をインターネット上で発表した。
2016年10月19日、アルバム『chelmico』がリリースされた。同作には、三毛猫ホームレス、FBI（斎藤辰也）、Jinmenusagi、ヒイラギペイジなどが参加している。12月17日、初のワンマン・ライヴ「真冬のWOW」が開催された。その後一気に注目を浴び、日本郵政、三越伊勢丹、レオパレス21、AOKI、ビオレ、爽健美茶などのコマーシャルソングを手がける。
2017年9月6日、ミニアルバム『EP』をリリースした。
2018年8月8日、メジャー・デビュー・アルバム『POWER』をunBORDEよりリリースした。ハマ・オカモト、なかやまきんに君、U-zhaan、PARKGOLFなどが参加している。
2019年8月21日、メジャー・セカンドアルバム『Fishing』をリリース。
2020年1月、初めてのレギュラーラジオ番組となるTBSラジオ『chelmicoのでも、まだ土曜日』の放送が開始。3月で終了したが、全国ツアー「chelmico感謝祭ツアー2020」の一部中止を受け、4月以降は公式YouTubeチャンネルにて『chelmicoのでも、まだまだ土曜日』として配信が開始された。5月15日、ファンコミュニティ「chelmico bears（チェルミコ ベアーズ）」を開設した。8月26日、3rdアルバム『maze』をリリース。アルバムタイトルの読み方は「まぜ」。
2021年4月16日、デジタルミニアルバム『COZY』をリリース。
2022年6月1日、4thアルバム『gokigen』をリリース。
2025年5月8日、体調不良が続いているMamikoが、療養に専念するため一定期間活動を休止することを発表した。その後、同年8月1日、Mamikoが徐々に活動を再開していくことを報告した。ライブ活動に関しては引き続き休養を続けることもあわせて発表された。

## メンバー

### Rachel
Rachel（レイチェル）。
Mamikoが活動休止中のため、現在は「牡蠣姫」「ohayoumadayarou」という名義でソロ活動を行っている。
- 趣味は読書、映画鑑賞[29]、ゲーム[30]、古着[31]。
- 2020年5月に自身のゲーム実況チャンネル、「NOOB DRIVE【Directed by Rachel from chelmico】」を開設し、不定期に生配信を行っている[30]。
- 軽音楽部出身で、ラッパーになる前は花屋、司書に憧れていた[3][32]。
- MamikoはRachelの印象として「行動力があり、引っ張っていく力が強い」と語っている[2]。
- 2021年3月13日、自身のツイッターを通じて、結婚と妊娠を発表した[33][34]。

### Mamiko
Mamiko（まみこ）。鈴木真海子名義でソロ活動も行う。
- 趣味はラジオ、お笑い[36]、料理。お笑いに関しては大学のお笑いサークルをチェックすることもある[37]。
- 芸人との交流もあり、岡田康太（元・なかよしビクトリーズ）、加賀翔（かが屋）、後藤拓実（四千頭身）と「岡田軍団」を結成している[38]。
- ラッパーになる前はラジオのミキサー担当者、高速道路の料金所担当者に憧れていた[32]。
- RachelはMamikoの印象として「冷静」だと語っている[2]。
- 2025年5月8日、体調不良のため一定期間活動を休止することを発表[22]。

## ディスコグラフィー

### 楽曲提供作品
| 発売日         | アーティスト     | アルバム                                                                     | 曲                                       | 備考                                                                             |
| -------------- | ---------------- | ---------------------------------------------------------------------------- | ---------------------------------------- | -------------------------------------------------------------------------------- |
| 2019年2月13日  | ゴクドルズ       | 『IDOL Kills』                                                               | 8. Why                                   |                                                                                  |
| 2020年2月5日   | Sexy Zone        | 『POP×STEP!?』 (通常盤 DISC.2)                                               | 3. HAPPY END [菊池風磨]                  |                                                                                  |
| 2020年10月13日 | MINERALS         | -                                                                            | Sunset                                   | 作詞：Mamiko                                                                     |
| 2020年11月4日  | 入野自由         | 『Life is...』                                                               | 8. M-9.10                                |                                                                                  |
| 2021年4月7日   | lyrical school   | 『Wonderland』                                                               | 8. Fantasy                               | 作詞、作曲、編曲：Rachel                                                         |
| 2022年4月20日  | lyrical school   | 『L.S.』                                                                     | 7. バス停で                              | 作詞、作曲：Rachel                                                               |
| 2023年7月18日  | lyrical school   | 『NEW WORLD e.p.』                                                           | 3. mada mada da!                         | 作詞、作曲、編曲：Rachel、ryo takahashi                                          |
| 2023年7月28日  | ばってん少女隊   | 『あんたがたどこさ〜甘口しょうゆ仕立て〜』                                   | 1.あんたがたどこさ〜甘口しょうゆ仕立て〜 | 作詞：Rachel                                                                     |
| 2023年8月30日  | WATWING          | 『Where』                                                                    | 3.WAIT A MINUTE! 6.I'm Okay              | 作詞:chelmico、作曲:chelmico・ESME MORI 作詞:chelmico、作曲:chelmico・Sam is Ohm |
| 2023年9月20日  | ヒプノシスマイク | ヒプノシスマイク-Division Rap Battle- Official Guide Book + 初回限定版特典CD | 2.WINK                                   | 作詞、作曲:chelmico                                                              |
| 2023年10月18日 | ミームトーキョー |                                                                              | AGAIN AND AGAIN                          | 作詞:chelmico、作曲:chelmico・国士無双                                           |

### ゲスト参加作品
以下は個人名義での活動を含む。
| 発売日         | アーティスト                            | アルバム                                    | 参加曲                                                                                               |
| -------------- | --------------------------------------- | ------------------------------------------- | --- |
| 2015年12月16日 | ONIGAWARA                               | 『チョコレイトをちょうだい』                | 2. YOU×3                                                                                             |
| 2017年10月25日 | TOSHIKI HAYASHI (%C)                    | 『THREE』                                   | 4. 金木犀Feat.鈴木真海子                                                                             |
| 2017年11月10日 | STUTS×SIKK-O×鈴木真海子                 | 『ALLSEASON EP.』                           | 1. Summer Situation 2. 0°の日曜                                                                      |
| 2018年2月5日   | 中田ヤスタカ                            | 『Digital Native』                          | 9. Wire Frame Baby（feat. MAMIKO[chelmico]）                                                         |
| 2018年10月3日  | 冨田ラボ                                | 『M-P-C“Mentality, Physicality, Computer"』 | 4. アルペジオ                                                                                        |
| 2018年11月28日 | 平井堅                                  | 『half of me』                              | 2. HOLIC                                                                                             |
| 2019年4月17日  | TOSHIKI HAYASHI (%C)                    | 『TIME IS OVER』                            | 1. TIME IS OVER (feat. BASI & 鈴木真海子)                                                            |
| 2019年4月17日  | TSUBAME                                 | 『THE PRESENT』                             | 2. GOOD NIGHT feat. おかもとえみ & Rachel(chelmico)                                                  |
| 2020年6月12日  | m-flo loves chelmico                    | -                                           | RUN AWAYS                                                                                            |
| 2020年11月3日  | m-flo loves chelmico                    | 『tell me tell me / RUN AWAYS』             | B1. RUN AWAYS                                                                                        |
| 2020年12月11日 | m-flo loves chelmico                    | 『RUN AWAYS remix e.p.』                    | 1. RUN AWAYS (Lab. Funk Remix) 2. RUN AWAYS (Haltak @ satellites Remix) 3. RUN AWAYS (DaNINKS Remix) |
| 2020年11月11日 | yonawo                                  | 『明日は当然来ないでしょ』                  | 1. 独白                                                                                              |
| 2021年2月17日  | STAMP                                   | -                                           | HIDE YOU feat. chelmico                                                                              |
| 2021年9月15日  | Xavier                                  | 『Call In Sick / 球体』                     | 1. Call In Sick feat. chelmico                                                                       |
| 2021年10月8日  | LUSS                                    | 『247 (chelmico Remix)』                    | 2. 247 (chelmico Remix)                                                                              |
| 2021年11月24日 | minan                                   | 『ttyl』                                    | 2. all-rounder feat.Rachel (chelmico)、valknee                                                       |
| 2022年3月30日  | ASIAN KUNG-FU GENERATION                | 『プラネットフォークス』                    | 8. 星の夜、ひかりの街 (feat. Rachel & OMSB)                                                          |
| 2022年7月27日  | yonawo                                  | -                                           | tokyo(feat.鈴木真海子,Skaai)                                                                         |
| 2022年11月18日 | Elvis Costello, The Imposters, chelmico | -                                           | Magnificent Hurt (Remix)                                                                             |
| 2023年3月15日  | PAS TASTA                               | 『GOOD POP』                                | 4.finger frame(feat.鈴木真海子)                                                                      |
| 2023年5月10日  | パソコン音楽クラブ                      | 『FINE LINE』                               | 2.PUMP! feat.chelmico                                                                                |
| 2023年6月21日  | lil soft tennis & chelmico              | -                                           | Bicycle (lil soft tennis & chelmico)                                                                 |
| 2023年7月28日  | ESME MORI                               | -                                           | 日々(feat.Rachel,永井聖一)                                                                           |
| 2023年8月9日   | TOSHIKI HAYASHI (%C)                    | -                                           | Have a nice day(feat.RACHEL)                                                                         |
| 2024年9月18日  | Mega Shinnosuke                         | 『君にモテたいっ!!』                        | 3.あの子とダンス feat.chelmico                                                                       |

### コンピレーション参加作品
TREKKIE TRAX THE BEST 2016-2017（2018年1月17日）
- 1. Love Is Over
- 19. Love Is Over (Tomggg Remix)

## タイアップ一覧
| 楽曲                  | タイアップ                                                                             |
| --------------------- | -------------------------------------------------------------------------------------- |
| Drive                 | 日本郵政「年賀状/遠くに篇」webCMソング                                                 |
| Countdown             | レオパレス21 web企画での製作曲                                                         |
| 爽健美茶のラップ      | 日本コカ・コーラ「爽健美茶」25周年キャンペーンテーマソング CMソング                    |
| Player                | Apple「Apple Watch Series 4」CMソング                                                  |
| switch                | テレビ東京系ドラマ25『四月一日さん家の』第1期オープニングテーマ                        |
| Beer Bear             | パルコ「SPECIAL IN YOU.」webCMソング                                                   |
| ひみつ                | ジンズ「JINS CLASSIC」webCMソング                                                      |
| Eazy Breezy           | NHK総合テレビアニメ『映像研には手を出すな!』オープニングテーマ                         |
| Limit                 | フィットネスクラブ「JOYFIT」コラボソング                                               |
| Terminal 着、即 Dance | J-WAVE『SAISON CARD TOKIO HOT 100』「MUSIC LOVERS ONLY PROJECT」キャンペーンソング     |
| Terminal 着、即 Dance | 「SAISON CARD」ラジオCMソング                                                          |
| GREEN                 | 映画『Daughters』主題歌                                                                |
| N.E.S.                | Galaxy × Google「Googleが入っているスマートフォンシリーズ : Galaxy S21 5G」webCMソング |
| あべこべ              | テレビ東京『シナぷしゅ』3月のうた                                                      |
| bff                   | 映画『Never Goin' Back』トレーラー テーマソング                                        |
| bff                   | CASIO「G-SHOCK」webCMソング                                                            |
| Question              | TBSドラマストリーム『恋愛のすゝめ』オープニングテーマ                                  |
| カタマリタイム!       | バンダイナムコ ゲームソフト『ワンス・アポン・ア・塊魂』挿入歌                          |

## 出演

### テレビ

#### レギュラー出演
- シャキーン! 「ミックスジュースクイズ」（2020年9月28日 - 、NHK Eテレ） - 声を担当
- 『ふと思ったんですけど』（2020年11月 - 、フジテレビ）[61]
  - キャラダチミュージアム〜MoCA〜やプレミアの巣窟などフジテレビ番組内、FODで放送されているアニメ[62]。キャラクターの声を担当。
  - ちぇるちゃん（声：Rachel）とまみちゃん（声：Mamiko）が日常の“ふと思ったんですけど”な会話を繰り広げる。
- これ余談なんですけど・・・（2021年1月13日 - 6月23日・8月16日・2022年1月3日、ABCテレビ） - Mamikoのみ、ナレーション[63]

#### ゲスト出演
- 流派-R since2001（テレビ東京）
  - 2017年7月15日[64][65]
  - 2017年9月9日[66][67]
  - 2017年12月9日[68][69]
  - 2018年8月11日[70][71]
  - 2019年8月17日[72][73]
  - 2020年9月5日[74][75]
- 音流〜On Ryu〜（テレビ東京）
  - 2017年11月11日[76][77]
  - 2018年4月28日[78][79]
  - 2018年5月12日[80][81]
  - 2018年8月18日[82][83]
  - 2019年2月9日[84][85]
  - 2019年8月17日[86][87]
- ライブB♪（2018年8月29日（28日深夜）、TBS）[88]
- シブヤノオト and more FES. 2018（2018年9月8日、NHK総合）[89]
- タモリ倶楽部「インスタ映えない写真が満載！スマホ街角ハンターズ」（2019年6月1日（5月31日深夜）、テレビ朝日系） - Mamikoのみ[90][91]
- PLAYLIST（2019年7月31日（30日深夜）、TBS）[92]
- シブヤノオト（2019年8月11日（10日深夜）、NHK総合）[93]
- バズリズム02（2019年8月24日（23日深夜）、日本テレビ）[94][95]
- 69号室の住人（2019年8月27日（26日深夜）、TOKYO MX）[96][97]
- 金曜日のどっち!?（2019年8月31日（30日深夜）、テレビ朝日）Rachelのみ[98]
- 勇者ああああ〜ゲーム知識ゼロでもなんとなく見られるゲーム番組〜「RIFUJIN FIGHTING FEDERATION 訳ありキャスティングSP」（2020年2月14日（13日深夜）、TV東京系）[99]
- ミュージックステーション（2020年2月28日、テレビ朝日系）[100][101][102]
- 100問100答 ピン様×キリ様（2020年4月12日・19日、テレビ朝日）[103][104]
- ROOMIC（2020年7月31日（8月1日深夜）、中京テレビ）[105]
- 東京 BABY BOYS 9（2020年8月9日（8日深夜）、テレビ朝日系）[106]
- メイプル超音楽（2020年8月23日（22日深夜）、CBCテレビ）[107]
- chelmico 100% -maze発売記念SP-（2020年8月29日、スペースシャワーTV）[108]
- お笑いの日（2020年9月26日、TBS）[109]
- 東京03 in UNDERDOGS -今日は負けたけど、明日は絶対勝つ-（2021年1月3日、BSフジ）[110]
- あざと連ドラ完全版上映会（2021年3月6日、TELASA）[111]
- マヂカルクリエイターズ（2021年4月20日、テレビ東京）[112]
- 火曜は全力!華大さんと千鳥くん（2021年11月9日、フジテレビ系列）[113]
- ドレスキーとコレスキー（2022年6月11日・18日、テレビ埼玉）
- ニューヨーク恋愛市場（2022年8月9日、ABEMA）

### WEB番組
- my name is（2023年9月17日、ABEMA）[114]

### ラジオ
- 橋本直と鈴木真海子のCROSSPOD（2022年11月10日 - 2024年3月31日、ニッポン放送 PODCAST）[115] - Mamikoのみ
- chelmicoのオールナイトニッポン0(ZERO)（2019年5月18日・2024年9月16日[116]、ニッポン放送）
- chelmicoの でも、まだ土曜日（2020年1月4日 - 3月28日、TBSラジオ）[16]
- MUSIC BLOOM（2023年4月7日 - 、J-WAVE）- Rachelのみ

### インターネットラジオ
- chelmicoのでも、まだまだ土曜日（2020年4月25日 - 、YouTube）[17]
- Amazon Music トーク with chelmico でも、まだまだ土曜日番外編（2020年12月12日、Amazon Music、Twitch）
- MUSIC ARROWS〜chelmicoのBEST BAR〜（2017年10月5日 - 2018年3月29日、TS ONE）
- chelmico ララランラララジオ（2018年11月29日、block.fm）
- chelmicoの「この曲聴いた？」(2021年11月11日 - 2023年9月28日、block.fm)
- ポッドキャスト（岡田康太）番組内の「TOKYO CITY culture STATION」（2022年4月3日 - 2023年9月24日、ニッポン放送） - Mamikoのみ
- chelmicoのオールナイトニッポンPODCAST supported by ヤマハ発動機（2023年7月1日 - 、ニッポン放送）

### CM・広告
- AOKI「AOKI&CanCamTVCM 360°キレイ コラボスーツ篇」（2017年2月） - 声のみの出演
- 花王「ビオレさらさらパウダーシート」（2017年4月） - 声のみの出演・CMソング
- 三越伊勢丹「夏のクリアランスセール」（2017年6月） - 声のみの出演・CMソング
- 日本コカ・コーラ「爽健美茶」25周年キャンペーン（2019年2月） - 出演・アンバサダー・CMソング
- 株式会社ヤギ ウイルストータルウェアブランド「VIBTEX」 - コンセプトビジュアル[117]
- 日清食品グループ どん兵衛（2022年12月1日 - ） - CMメロディ、歌唱、トラック製作[118][119]

## 受賞・選出歴
- 『SPACE SHOWER MUSIC AWARDS 2021-BEST』 CG/ANIMATION VIDEO賞 (2021年3月8日、作品：『Easy Breezy』監督:田向潤が担当)[120]
- アメリカの国際広告賞 『Clio Music 2020/2021』 Visual Effects部門 - ブロンズ賞を受賞（2021年6月10日、作品：『Easy Breezy』監督:田向潤が担当）[121][122]